# 鮭川村
鮭川村（日语：／ Sakegawa mura */?）是位於日本山形縣北部的村，隸屬於最上郡。村名源自於流經城鎮中心旁的鮭川。由於鮭川村盛產蘑菇，因此也被稱為「蘑菇王國」。當地居民在通勤、就學與醫療等方面相當依賴東南邊的新庄市。

## 地理
鮭川村坐落在被奧羽山脈和出羽丘陵包圍的盆地内，境內約67.2%的面積被森林覆蓋，鮭川流經村内並往南注入最上川。鮭川東部的地形較為平坦，多用於耕地；鮭川西部則是尚未進行開發的出羽丘陵與山麓地帶。

### 氣候
根據統計，1991年至2020年鮭川村的年均溫為11℃，年降雨量為2005.6毫米，年日照時數則為1324.6小時。由於鮭川村被奧羽山脈的山岳和丘陵包圍，冬季寒冷且降雪量相當大，被指定為特別豪雪地帶，降雪則集中在12月中旬至3月中旬。夏季時颱風若從山形縣西側沿著日本海北上，其帶來的強風對當地造成的災害比起從東側北上時還要更大。

## 歷史
昭和29年 (1954年) ，舊鮭川村、豐里村、豐田村3村合併，形成現今的鮭川村。

## 產業
2015年鮭川村的就業人口中有27.4%的人員從事第一級產業的相關工作，是山形縣所有市町村中比例最高的行政區劃。當地特產為蘑菇，2018年鮭川村的蘑菇產量位居縣內第一。

## 交通

### 公路
- 高速公路
  - 國道458號

### 鐵路
JR東日本的奧羽本線通過境內，並在村内設立羽前豐里站。